# Veøy (Bømlo)
Ne doit pas être confondu avec Veøy.
Veøy est une île norvégienne du comté de Hordaland appartenant administrativement à Bømlo.

## Description
Rocheuse et couverte d'une légère végétation, elle s'étend sur environ 1,346 km de longueur pour une largeur approximative de 465 m. Elle compte 4 à 5 habitations. 